# فرانك ألين (لاعب كرة قدم أسترالية)
فرانك ألين (بالإنجليزية: Frank Allen)‏ هو لاعب كرة قدم أسترالية أسترالي، ولد في 5 ديسمبر 1926 في Perth (suburb) ‏ في أستراليا، وتوفي في 4 فبراير 2018.

## وصلات خارجية
- فرانك ألين على موقع AustralianFootball.com (الإنجليزية)